# 김진영 (자전거 경기 선수)
김진영(金鎭榮, Kim Jin-yeong; 1970년 9월 2일 ~ )은 한국의 전 사이클 선수다. 그녀는 1987년 아시아 사이클링 선수권 대회에서 여자 스프린트 이벤트에서 은메달을 수상했다. 그녀는 1988년 하계 올림픽에서 여자 스프린트 행사에 참가했다. 그녀는 또한 1990년 아시안 게임에서 한국 대표단의 일원이었다.